# Pataqueta

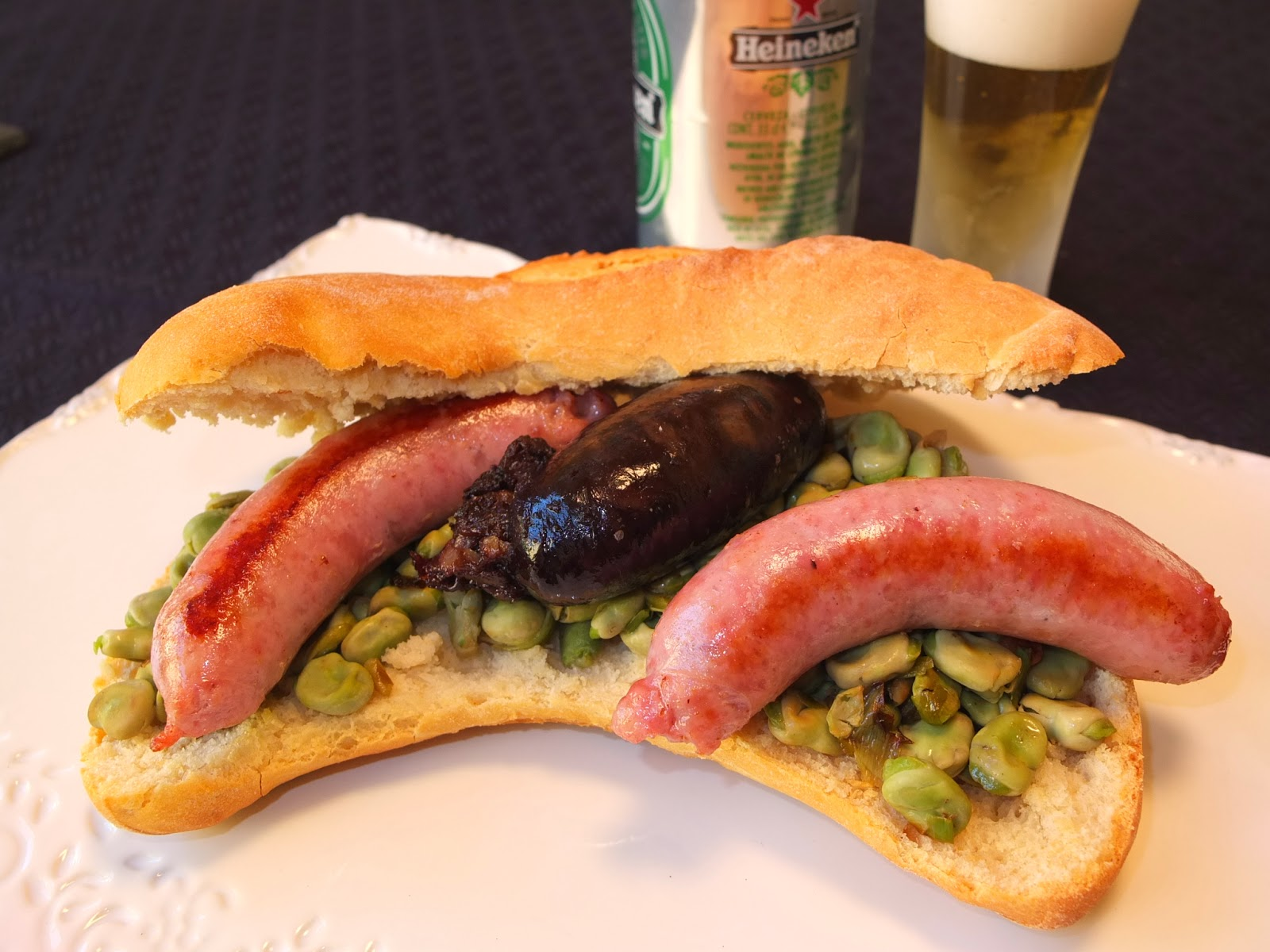
Pataqueta con un relleno «blanco y negro» con habas

La pataqueta es una variedad de pan típico de la Comunidad Valenciana, en España. Contiene harina panificable suave (~W180), agua, masa madre, levadura y sal. Pesa unos 25 gr y tiene forma de media luna o de riñón. Su tamaño lo convertía en el pan ideal para hacer bocadillos, el más arquetípico, el blanco y negro (rebanadas de longaniza y morcilla). Pero también es típico rellenarla con habas y ajos tiernos, con lomo, etc. Una variante rural de la pataqueta es el pa d'horta. Se tiene constancia de este pan en la Huerta valenciana desde el siglo XVII.
La pataqueta es un bollo de corteza fina y miga tierna. Por el tipo de masa, forma parte de la familia de panes de flama. El nombre proviene de pataca y el diminutivo -eta, queriendo decir algo así como 'papita, patatita'. Era el pan típico del dijous de berenar, una tradición antigua valenciana para la merienda. Sin embargo, la pataqueta está en vías de desaparecer, pues ha sido sustituida por panes genéricos hechos industrialmente, como la baguette. Es una de las 15 recetas de pan que la Confederación Española de Organizaciones de Panadería (CEOPAN) señaló como necesario un plan de recuperación.